# Ptecticus vitalisi
Ptecticus vitalisi är en tvåvingeart som beskrevs av Enrico Adelelmo Brunetti 1924. Ptecticus vitalisi ingår i släktet Ptecticus och familjen vapenflugor.
Artens utbredningsområde är Laos. Inga underarter finns listade i Catalogue of Life.